# Nana Mizuki

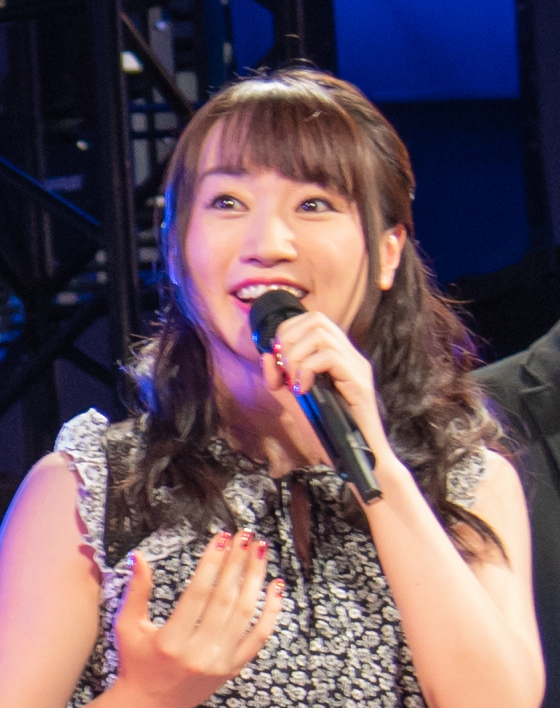
Nana Mizuki (2018)

Nana Mizuki (jap. 水樹 奈々, Mizuki Nana), geboren als Kondō Nana (jap. 近藤 奈々; * 21. Januar 1980 in Niihama), ist eine japanische Sängerin, Songwriterin und Seiyuu (Synchronsprecherin).

## Leben
Sie verbrachte ihre Kindheit in Niihama, wo ihre Eltern ihr beibrachten, Enka (japanischen Schlager) zu singen. Ihr Debüt als Synchronsprecherin, hauptsächlich für Animes, gab sie 1998, allerdings veröffentlichte sie ihre Debüt-Single „Omoi“ erst im Jahr 2000 unter dem Label King Records. Ihr erstes Album brachte sie im Dezember 2001 heraus.
In den darauf folgenden Jahren hatte Nana ihren größten Erfolg mit der Single „Innocent Starter“ (Opening für den Anime Magical Girl Lyrical Nanoha), ihre erste Single, die es in die Top 10 der japanischen Oricon-Charts schaffte (Platz 9). Seitdem schafften Nanas Singles es in immer höhere Chart-Positionen und sie etablierte sich zu einer ziemlich erfolgreichen Sängerin. Des Weiteren ist sie eine äußerst beliebte Seiyuu, mit mehr als 130 verschiedenen Synchronrollen.
Im Juli 2009 erreichte ihr Album Ultimate Diamond Platz 1 der Oricon-Charts und ihre Single Phantom Minds, die im Januar 2010 erschien, schaffte es ebenfalls auf Platz 1. Nana ist somit die erste Seiyuu-Sängerin, die es geschafft hat, die Spitze der Album- und Single-Charts zu erreichen.

## Werdegang
Geboren in Niihama, begann sie bereits mit 5 Jahren das Singen zu trainieren. Ihre Eltern hatten einen kleinen Klassenraum, wo sie Leuten das Singen von Enka-Liedern beibrachten. Schon damals hatte Nana immer davon geträumt eines Tages auf einer großen Bühne zu stehen.
1993 veröffentlichte sie eine Kassette mit dem Lied „Tsugazakura“ unter dem Namen Nana Kondou. Sie gewann kurze Zeit später die Audition zum Game „Noël: La Neige“ und wurde zu einer Synchronsprecherin. 1998 veröffentlichte sie einen Image-Song namens „Girl’s Age“ unter dem Namen Chisato Kadokura. Als sie mit 20 Jahren ein Konzert gab, wurde sie von der Plattenfirma King Records entdeckt. Ihre erste Single, die sie 2000 unter dem Namen Nana Mizuki veröffentlichte, war „Omoi“. 2004 schaffte es ihre Single „Innocent Starter“ auf Platz 9 der Wochen-Charts und ein Jahr später „Eternal Blaze“ sogar auf Platz 2.
Nana gewann den „Best Musical Performance“ Award mit ihrem Song „Justice to believe“ in den ersten Seiyū Awards 2007. Als ihr siebtes Album Ultimate Diamond auf Platz 1 der Oricon Weekly Album Charts landete, wurde sie somit zur ersten Seiyū, die Platz 1 der Oricon-Charts erreichte. Ultimate Diamond verkaufte sich über 74.000 mal in der ersten Woche und überbot damit die populäre Hip-Hop-Band The Black Eyed Peas mit ihrem Album The E.N.D., das sich 20.000 mal in Japan verkaufte. Nana schaffte auch gleich einen zweiten Rekord, denn ihre 21. Single Phantom Minds war die erste Single einer Seiyū, die auf Platz 1 der Charts landete.
Am 23. November 2009 gab der japanische Sender NHK bekannt, dass Nana am 60. Kōhaku Uta Gassen teilnehmen wird. Es war das erste Mal, dass Nana an der Show teilnahm und sie wählte ihren Song „Shin Ai“ für die Performance aus. Die Kōhaku-Show gilt in Japan als großes Sprungbrett in der Karriere eines Sängers, da diese Sendung äußerst beliebt und bekannt ist.

## Synchronrollen

### Japanische Synchronisationen
| 2006 | - Ultraviolet als Six - Minority Report als Agatha |
| 2010 | - Glee als Quinn Fabray - iCarly als Carly Shay    |

### Anime-Serien
| 1998 | - Flint Hammerhead als Yamato Sora |
| 1999 | - Shin Hakkenden als Saya |
| 2000 | - Love Hina als Nyamo Namo |
| 2001 | - Sister Princess als Aria - Shaman King als Tamao Tamamura, Kororo - Mamimume Mogacho als Mako-chan |
| 2002 | - Sister Princess: Re Pure als Aria - Seven of Seven als Nana Suzuki - Gravion als Marinia - Naruto als Hinata Hyuga - Happy Lesson als Minazuki Rokumatsuri - Princess Tutu als Rue Kuroha / Princess Kraehe - Tenchi Muyo! GXP als Neju Na Melmas - Samurai Deeper Kyo als Mika |
| 2003 | - F-Zero GP Legend als Lucy Liberty - Gravion Zwei als Marinia - Fullmetal Alchemist als Wrath - Happy Lesson Advance als Minazuki Rokumatsuri - Bottle Fairy als Kururu - Beast Fighter the Apocalypse als Ayaka Sanders |
| 2004 | - Magical Girl Lyrical Nanoha als Fate Testarossa - Tactics als Suzu Edogawa - 2x2=Shinobuden als Shinobu - Ichigo 100 % Special als Yui Minamito - Ragnarok The Animation als Yufa - Pokémon: Advanced Generation als Powarun (ep 83) - Paranoia Agent als Taeko Hirukawa (ep 6) |
| 2005 | - Magical Girl Lyrical Nanoha A’s als Fate Testarossa; Alicia Testarossa - Jigoku Shōjo als Tsugumi Shibata - Ichigo 100 % als Yui Minamito - Basilisk als Oboro - Magical Canan als Sayaka Mizushiro - Erementar Gerad als Cisqua - Guyver: The Bioboosted Armor als Mizuki Segawa - Koi Koi Seven als Yayoi Asuka (Celonius 28) - Canvas 2: Niji Iro no Sketch als Ruriko Misono (ep 8) - Yakitate!! Japan als Sophie Balzac Kirisaki (ep 30, 31)                                                                                        |
| 2006 | - Tsuyokiss Cool×Sweet als Sunao Konoe - Witchblade als Maria - Simoun als Morinas - Kiba als Roya - Jyu Oh Sei als Tiz - Yoshinaga-san Chi no Gargoyle als Lili - Inukami! als Kei Shindou (ep 12 & 13) - Kagihime Monogatari Eikyū Alice Rondo als Akane Akatsuki (ep 4) - Majime ni Fumajime: Kaiketsu Zorori als Maruchiinu |
| 2007 | - Magical Girl Lyrical Nanoha Strikers als Fate Testarossa\|Fate.T.Harlaown - Mokke als Mizuki Hibara - Minami-ke als Tōma Minami - MapleStory als Krone - Ayakashi als Eimu Yoake - Shugo Chara! als Utau Hoshina - Shining Tears X Wind als Kanon Seena - Shinkyoku Sōkai Polyphonica als Yugiri Perserte - Naruto Shippūden als Hinata Hyuga - Dragonaut – The Resonance als Sieglinde Baumgard - Engage Planet Kiss Dum als Yuno Rukina - Claymore – Schwert der Rache als Riful - Jigoku Shōjo Futakomori als Tsugumi Shibata (ep 24) |
| 2008 | - Rosario + Vampire als Moka Akashiya - Minami-ke: Okawari als Tōma Minami - Allison & Lillia als Allison Whittington - Itazura na Kiss als Kotoko Aihara (Irie) - Hakushaku to Yōsei als Lydia Carlton - Shugo Chara!! Doki als Utau Hoshina - Rosario + Vampire Capu2 als Moka Akashiya - Kyōran Kazoku Nikki als Oasis (ep 22) - Jigoku Shōjo Mitsuganae als Tsugumi Shibata - Junjo Romantica: Pure Romance als Kaoruko Usami (ep 22)                                                                                                  |
| 2009 | - White Album als Rina Ogata - Minami-ke als Tōma Minami - Rideback als Rin Ogata - Shinkyoku Sōkai Polyphonica Crimson S als Yugiri Perserte - Fullmetal Alchemist: Brotherhood als Lan Fan - Tegami Bachi als Sylvette Suede - Darker Than Black: Ryūsei no Gemini als Misaki Kirihara - Kämpfer als Kanden Yamaneko - Shugo Chara!!! Dokki Doki als Utau Hoshina - Aoi Bungaku als Akiko (ep 5-6) |
| 2010 | - HeartCatch PreCure! als Tsubomi Hanasaki / Cure Blossom - Kuroshitsuji II als Alois Trancy - Tegami Bachi Reverse als Sylvette Suede |
| 2011 | - Hōrō Musuko als Nitori Maho - Dog Days als Ricotta Elmar - Toriko als Tina - Kämpfer für die Liebe als Kanden Yamaneko - Blood-C als Saya |
| 2023 | - Sailor Moon Cosmos als Princess Kakyuu/Sailor Kakyuu |

## Diskografie
Studioalben

| Jahr | Titel               | Höchstplatzierung, Gesamtwochen, AuszeichnungChartsChartplatzierungen (Jahr, Titel, Platzierungen, Wochen, Auszeichnungen, Anmerkungen) | Anmerkungen                                                 |
| Jahr | Titel               | JP | Anmerkungen                                                 |
| ---- | ------------------- | --- | ----------------------------------------------------------- |
| 2001 | Supersonic Girl     | JP60 (1 Wo.)JP | Erstveröffentlichung: 5. Dezember 2001                      |
| 2002 | Magic Attraction    | JP21 (5 Wo.)JP | Erstveröffentlichung: 6. November 2002                      |
| 2003 | Dream Skipper       | JP25 (4 Wo.)JP | Erstveröffentlichung: 27. November 2003                     |
| 2004 | Alive & Kicking     | JP17 (6 Wo.)JP | Erstveröffentlichung: 8. Dezember 2004                      |
| 2006 | Hybrid Universe     | JP3 (8 Wo.)JP | Erstveröffentlichung: 3. Mai 2006                           |
| 2007 | Great Activity      | JP2 Gold · (10 Wo.)JP | Erstveröffentlichung: 14. November 2007 Verkäufe: + 100.000 |
| 2009 | Ultimate Diamond    | JP1 Gold · (16 Wo.)JP | Erstveröffentlichung: 3. Juni 2009 Verkäufe: + 100.000      |
| 2010 | Impact Exciter      | JP2 Gold · (17 Wo.)JP | Erstveröffentlichung: 7. Juli 2010 Verkäufe: + 100.000      |
| 2012 | Rockbound Neighbors | JP2 Gold · (20 Wo.)JP | Erstveröffentlichung: 12. Dezember 2012 Verkäufe: + 100.000 |
| 2014 | Supernal Liberty    | JP1 Gold · (15 Wo.)JP | Erstveröffentlichung: 16. April 2014 Verkäufe: + 100.000    |
| 2015 | Smashing Anthems    | JP2 Gold · (14 Wo.)JP | Erstveröffentlichung: 11. November 2015 Verkäufe: + 100.000 |
| 2016 | Neogene Creation    | JP2 (12 Wo.)JP | Erstveröffentlichung: 21. Dezember 2016                     |
| 2019 | Cannonball Running  | JP3 (13 Wo.)JP | Erstveröffentlichung: 11. Dezember 2019                     |
| 2022 | Delighted Reviver   | JP5 (9 Wo.)JP | Erstveröffentlichung: 6. Juli 2022                          |

## Konzerte
| - 2000: Nana Mizuki 20th Birthday Anniversary Live - 2001: Nana Mizuki 21 Anniversary Concert „Happy“ - 2001: Nana Mizuki X’mas Live „Supersonic Girl“ - 2003: Nana Mizuki Live Attraction - 2003: Nana Mizuki Live Sensation Zepp Side/Hall Side - 2003–2004: Nana Mizuki Live Skipper Countdown - 2004: Nana Mizuki Live Spark - 2004–2005: Nana Mizuki Live Rainbow - 2005: Nana Mizuki Live Rocket - 2006: Nana Mizuki Livedom -Birth- - 2006: Nana Mizuki Live Universe - 2007: Nana Mizuki Live Museum 2007 - 2007: Nana Summer Festa 2007 - 2007–2008: Nana Mizuki Live Formula 2007–2008 - 2008: Nana Mizuki Live Fighter 2008 Blue Side/Red Side - 2009: Nana Mizuki Live Fever 2009 - 2009: Nana Mizuki Live Diamond 2009 - 2010: Nana Mizuki Live Academy 2010 - 2010: Nana Mizuki Live Games 2010 Red/Blue stage - 2011: Nana Mizuki Live Grace 2011 -Orchestra- - 2011: Nana Mizuki Live Journey 2011 - 2011: Nana Mizuki Live Castle 2011 -Queens Night- / -Kings Night- - 2012: Nana Mizuki Live Union 2012 - 2013: Nana Mizuki Live Grace 2013 -Opus II- - 2013: Nana Mizuki Live Circus 2013 - 2014: Nana Winter Festa 2014 - 2014: Nana Mizuki Live Flight 2014 - 2015: Nana Mizuki Live Theater 2015 -Acoustic- - 2015: Nana Mizuki Live Adventure 2015 - 2016: Nana Mizuki Live Galaxy 2016 - 2016: Nana Mizuki Live Park 2016 - 2017: Nana Mizuki Live Zipangu 2017 - 2018: Nana Mizuki Live Gate 2018 - 2018: Nana Mizuki Live Island 2018 - 2019: Nana Mizuki Live Grace 2019 -Opus III- - 2019: Nana Mizuki Live Express 2019 - 2022: Nana Mizuki Live Runner 2020–2022 - 2023: Nana Mizuki Live Heroes -Lightning Mode- / -Blade Mode- | - 2001: Happy Lesson Concert - 2001: Memories Off 1st Concert - 2003: Memories Off 2nd Concert - 2005: Animelo Summer Live 2005 - 2006: Animelo Summer Live 2006 - 2007: Animelo Summer Live 2007 - 2008: Animelo Summer Live 2008 - 2009: Animelo Summer Live 2009 - 2010: Animelo Summer Live 2010 - 2011: Animelo Summer Live 2011 - 2013: Animelo Summer Live 2013 - 2014: Animelo Summer Live 2014 - 2017: Animelo Summer Live 2017 |